# Polsko-rakouské vztahy
Rakousko-polské vztahy jsou zahraničně politické bilaterální vztahy mezi Rakouskem a Polskem. Obě země byly po dlouhou dobu sousedy a od roku 1526 měly společnou hranici ve Slezsku (habsburské Čechy) a Karpatech (habsburské Uhersko).

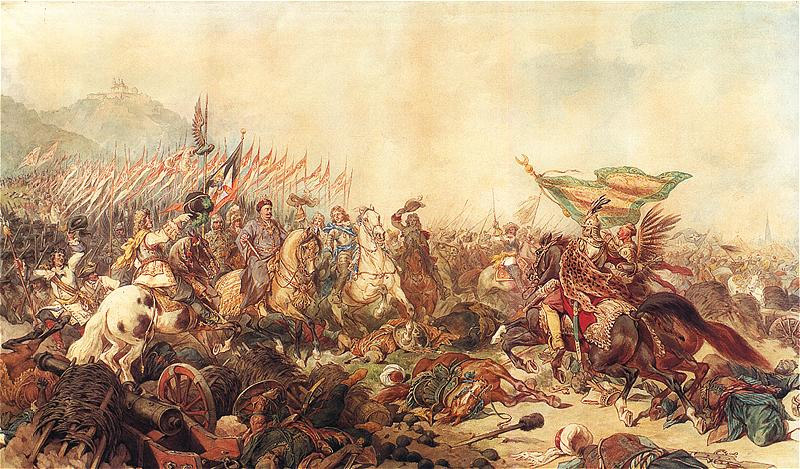
Juliusz Kossak: Sobieski před Vídní

## Historie

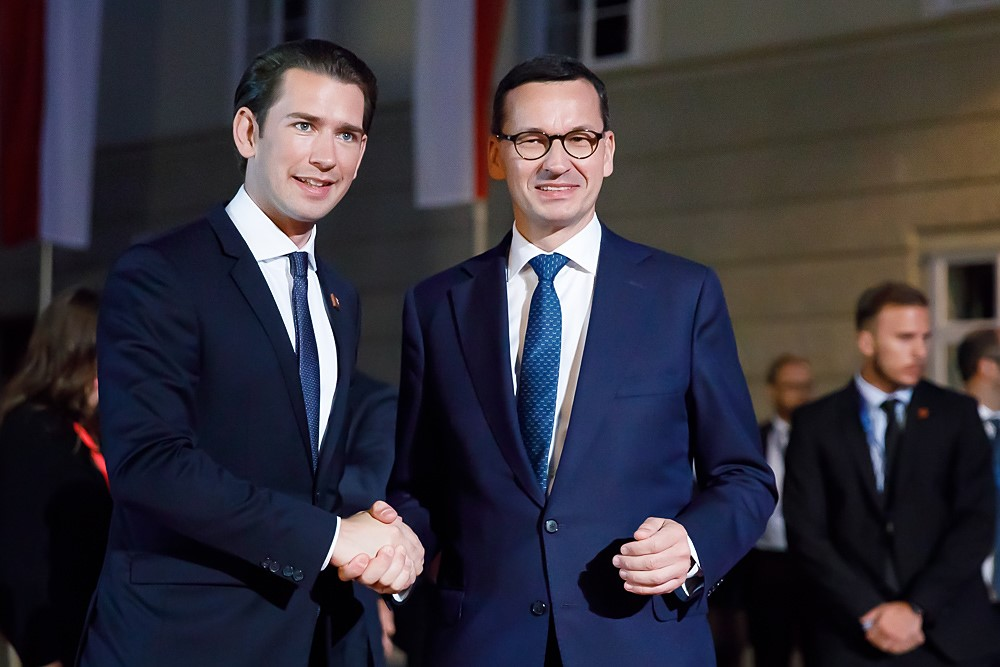
Polský premiér Mateusz Morawiecki a rakouský kancléř Sebastian Kurz na neformálním setkání hlav států EU v Salcburku v září 2018.

### Středověk
Počátky polsko-rakouských vztahů sahají do období vrcholného středověku, kdy polský král Boleslav II. Smělý v 11. století po invazi do Polska pravděpodobně nalezl útočiště v Korutanech, kde dožil v klášteře jako mnich.
Poté co se vlády v Rakousku ujali Habsburkové, stali se přirozenými spojenci polských Piastovců proti v Čechách vládnoucím rodům Přemyslovců a později Lucemburků. Toto spojení bylo v průběhu času ještě posíleno několika dynastickými sňatky. Mezi nejvýznamnější patří svazek Arnošta Habsburského s Cimburgis Mazovskou, z něhož se narodil pozdější císař Bedřich III. a tedy všichni následující habsburští císaři.
Sňatek Viléma Habsburského a polské princezny Hedviky z Anjou, který znamenal rakousko-polskou personální unii, ztroskotal na odporu polské šlechty, která usilovala o spojení s Litvou.

### Novověk
Od 15. století se polsko-litevský rod Jagellonců stal rivalem Habsburků, pokud šlo o české země a Uhersko, a ve druhé polovině století se nakonec prosadili Jagellonci, kteří byli s Habsburky dokonce příbuzensky spřízněni ze strany Alžběty Habsburské. Tzv. Vídeňským dvojsňatkem a smlouvou z roku 1515 se Jagellonci ještě úžeji spojili s Habsburky. Současně dosáhli podpory císaře Maxmiliána I. pro svou východní politiku proti Moskevskému velkoknížectví a Řádu německých rytířů.
O vytvoření protihabsburské aliance s francouzským králem se pokusila nová polská královna Bona Sforzová, poté co Karel V. obsadil Milánské vévodství jejího otce. Její plán se však nepodařilo prosadit u polského dvora a její syn Zikmund II. August se následně oženil postupně se dvěma habsburskými princeznami.

### Období Třicetileté války
Také polský král Zikmund III. Vasa se oženil se dvěma habsburskými princeznami a ve Třicetileté válce podporoval Habsburky. Rovněž jeho syn Vladislav IV. Vasa se oženil s princeznou z habsburského domu a podporoval Habsburky v jejich říšské politice, zejména v boji proti Švédsku. Rakušané na oplátku podporovali jeho bratra Jana II. Kazimíra, když bylo polsko-litevské soustátí na počátku druhé poloviny 17. století napadeno současně Kozáky, Švédskem, Sedmihradskem a Ruskem. Habsburská podpora umožnila do Slezska uprchnuvšímu Janu II. Kazimírovi nakonec znovu získat polskou korunu.

### Protiturecká koalice
Jan III. Sobieski v roce 1683 v bitvě na Kahlenbergu opakovaně porazil, čímž zachránil Vídeň před Turky. Od té doby byly Polsko-litevské a Rakouské síly spojeny ve Svaté lize v boji proti Osmanské říši.

### Dělení Polska
Také v době Sasko-polského království byly vztahy obou zemí dobré, ve válce o polské následnictví stálo Rakousko na straně Wettinů. August III. se oženil s habsburskou princeznou. Ve Slezských válkách a v Sedmileté válce stál na straně Marie Terezie. V té době se však již Polsko-litevská unie dostávala do stále větší závislosti na Rusku, a nemohla vést svou zahraniční politiku zcela samostatně. Poté, co byl roku 1764 polským králem zvolen Stanislav II. August Poniatowski, zhoršily se vztahy kvůli rakouské anexi Spiše a účasti Rakouska na rozdělení Polska v letech 1772 a 1795.

### Napoleonské války a 19. století
V Napoleonských válkách bojovali Poláci na straně Francouzů, a tudíž často proti Rakousku. Na následném Vídeňském kongresu bylo zrušeno Varšavské knížectví a nahrazeno Kongresovým Polskem v personální unii ruského panovníka. Halič zůstala součástí Rakouska.
Po nepokojích v Krakově v roce 1846 Rakousko anektovalo Krakovsko. Mnoho Poláků se poté podílelo na maďarském povstání proti Habsburkům během revoluce v roce 1848/1849.
Po vyrovnání 1866 získala také Halič autonomii v rámci habsburské říše a Krakov a Lvov se staly významnými centry polského kulturního života.

### 20. století
Před první světovou válkou založil polský generál Józef Piłsudski národní legie jako součást rakouské armády. V roce 1916 založili Rakušané s Německým císařstvím Polské regentské království, kterému měl v budoucnu vládnout polský Habsburk z Těšínského Slezska. Již v červnu 1918 přijel do Vídně jako vyslanec zástupce Polského království. Po první světové válce druhá Polská republika udržovala s Rakouskem dobré vztahy.
Se záborem Rakouska nacistickým Německem v roce 1938 bylo polské velvyslanectví ve Vídni uzavřeno.
Vztahy mezi Polskou lidovou republikou a Rakouskem byly po druhé světové válce obnoveny. V roce 1958 navázalo neutrální Rakousko úplné diplomatické styky s Polskem jako součástí východního bloku.

### Moderní historie
Po skončení studené války vstoupilo Rakousko v roce 1995 do Evropské unie a (třetí) Polská republika v roce 2004.
V Rakousku žije kolem 50 000 Poláků, většina z nich ve Vídni a okolí.
Polsko má zastupitelský úřad ve Vídni. Rakousko má velvyslanectví ve Varšavě a generální konzulát v Krakově.